# Vege å
Vege å, även Vegeån, är ett ca 55 km långt vattendrag i nordvästra Skåne, vars huvudfåra leder från Söderåsen och mynnar ut i Skälderviken. 

## Mänsklig historia
Åns nuvarande namn härstammar troligen från medeltiden och ordet "vege", som i gammal skånska benämnde de krökar och bukter som ån gör i sina nedre delar. Vid denna tid kallades detta område för Vegegården, som troligen syftade till en gård från före 1500-talet, som senare ersattes av nuvarande Vegeholms slott.

## Avrinningsområde
Åns avrinningsområde sträcker sig över en yta på 489 km² och flyter genom kommunerna Svalöv, Bjuv, Helsingborg, Åstorp och Ängelholm. Den dominerande markanvändningen inom avrinningsområdet är åkermark (63%). I övrigt består marken av skogsmark (20%), tätortsbebyggelse (6%), betesmark (3%) och övrig mark (8%). Berggrunden i avrinningsområdet är urberg på Söderåsen och sedimentära bergarter i resten av avrinningsområdet.

### Biflöden
- Hasslarpsån som är cirka 20 kilometer lång består i sig själv av ett antal förgreningar och har ett avrinningsområde som omfattar 155 kvadratkilometer. Den kallas i sin övre del Lillån och rinner upp vid samhället Mörarp cirka en mil öster om Helsingborg. Hasslarpsån utgör en del av gränsen mellan kommunerna Helsingborg och Ängelholm och rinner ut i Vege å vid Välinge cirka fem kilometer uppströms Vege ås utlopp i Skälderviken.
- Hallabäcken
- Billesholmsbäcken
- Bjuvsbäcken
- Humlebäcken
- Örjabäcken

## Natur
I området kring mynningen ligger naturreservatet Jonstorp-Vegeåns mynning.